# Doppelfurchige Helmschnecke

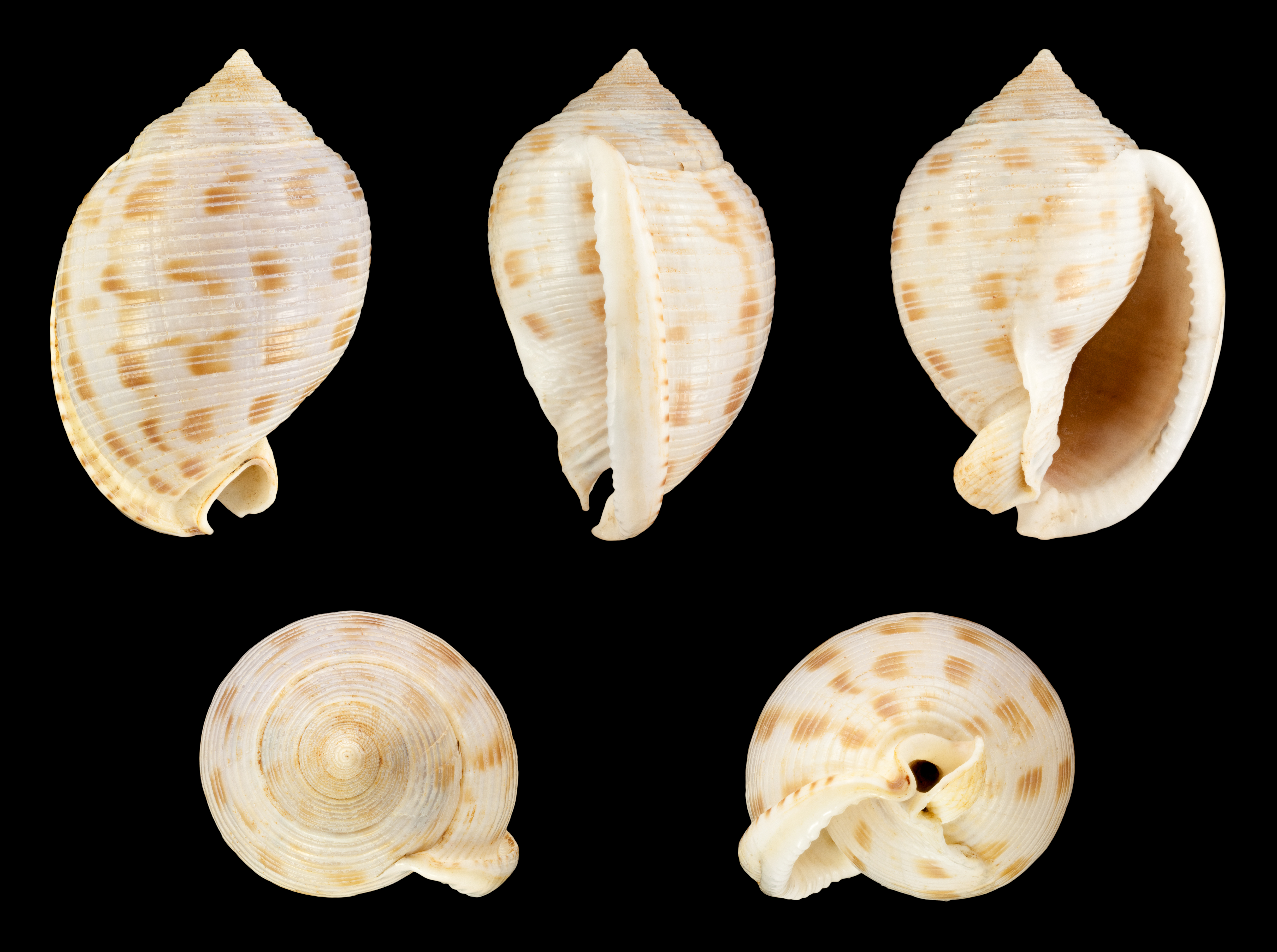
Gehäuse von Semicassis bisulcata var. japonica

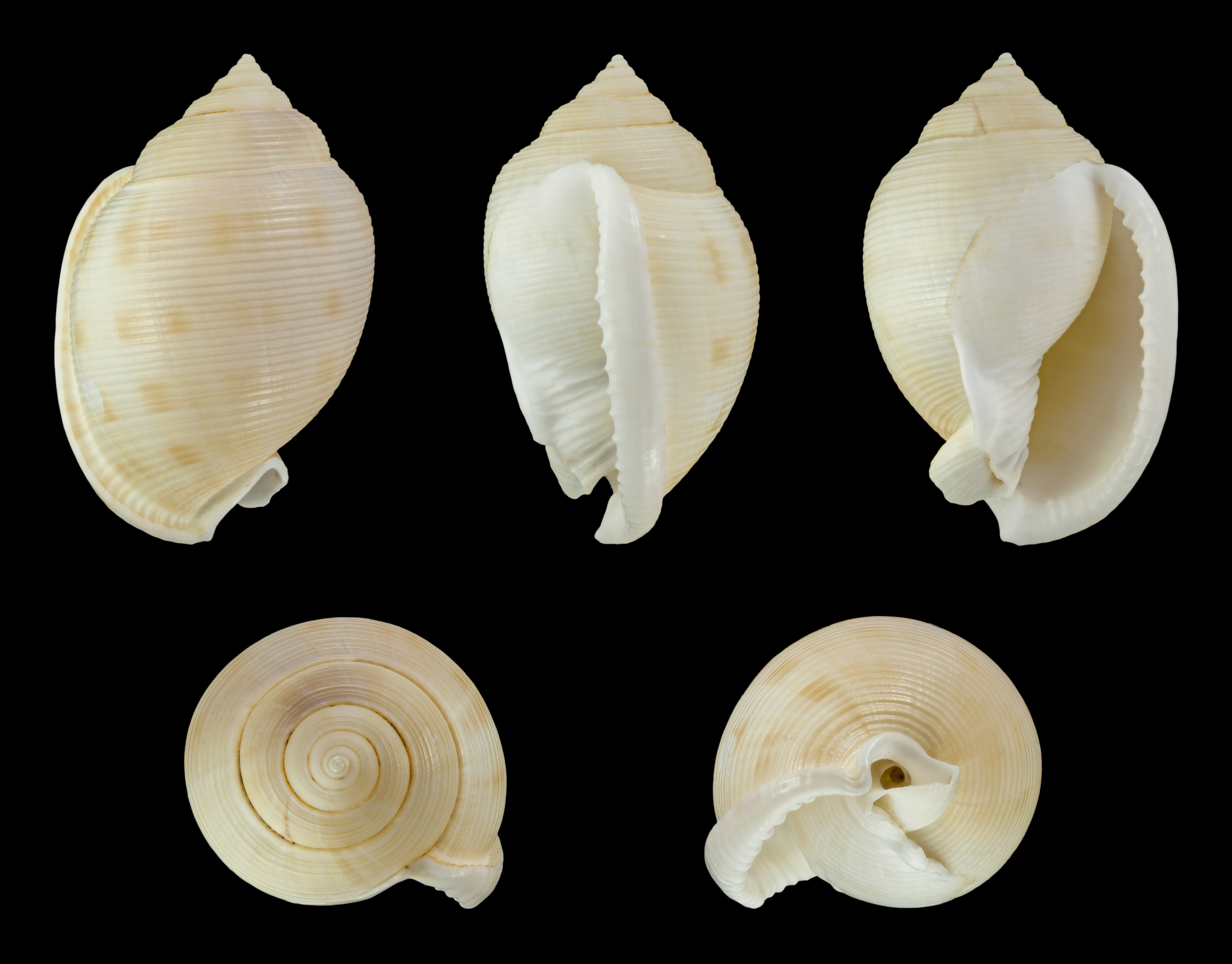
Gehäuse von Semicassis bisulcata var. persimilis

Die Doppelfurchige Helmschnecke (Semicassis bisulcata) ist eine Schnecke aus der Familie der Helmschnecken (Gattung Semicassis), die im Roten Meer und Indopazifik verbreitet ist und sich von Seeigeln ernährt.

## Merkmale
Das große Schneckenhaus von Semicassis bisulcata hat einen großen Körperumgang und ein sehr kleines Gewinde, was ihm ein mützenartiges Aussehen verleiht. Die Umgänge weisen spiralige Rippen auf, von denen es auf dem Körperumgang 25 bis 40 gibt. Anders als die oberen Umgänge mit ihren Spirallinien ist der Körperumgang im Übrigen glatt. Die äußere Lippe der Gehäusemündung ist umgebogen und an ihrem inneren Rand gezähnt. Die Oberfläche des Hauses ist weiß, kremfarben, rosa oder blaugrau, dabei einfarbig oder auch mit 4 oder 5 spiraligen Banden aus braunen Flecken. Der Leib der Schnecke ist weiß, die Fußsohle dunkel. Das Haus erreicht bei ausgewachsenen Schnecken etwa 5 cm, bis 7 cm Länge. Das blassgelbe Operculum ist fächerförmig.

## Verbreitung und Lebensraum
Semicassis bisulcata ist im Indopazifik (jedoch nicht im Roten Meer) von der ostafrikanischen Küste bis zu den Marshallinseln, nördlich nach Zentral-Japan und südlich bis nach Australien verbreitet. Die Schnecke lebt in seichten Gewässern auf sandigem Untergrund.

## Nahrung
Als Nahrung von Semicassis bisulcata werden Seeigel angegeben, darunter der Herzigel Maretia planulata.

## Systematik
Die Art wurde von Gotthilf Heinrich Schubert und Johann Andreas Wagner 1829 als Cassis bisulcata erstmals beschrieben. Lovell Augustus Reeve beschrieb 1848 mit Cassis pila und Cassis japonica zwei weitere Taxa, wobei letzteres Taxon 1897 von George F. Harris nachträglich als Typusart der 1853 von Otto Andreas Lowson Mørch aufgestellten Gattung Semicassis festgelegt wurde. Sowohl Cassis pila als auch Cassis japonica werden heute als synonym zu Semicassis bisulcata gewertet.